# Lelkowo
Lelkowo (niem. Lichtenfeld) – wieś w Polsce położona w województwie warmińsko-mazurskim, w powiecie braniewskim, w gminie Lelkowo. Miejscowość jest siedzibą gminy Lelkowo.
W latach 1954–1972 wieś należała i była siedzibą władz gromady Lelkowo. W latach 1975–1998 miejscowość administracyjnie należała do województwa elbląskiego.
We wsi istniała stacja kolejowa Lelkowo.
Na terenie Lelkowa działalność prowadzi parafia greckokatolicka św. Jerzego.

## Galeria

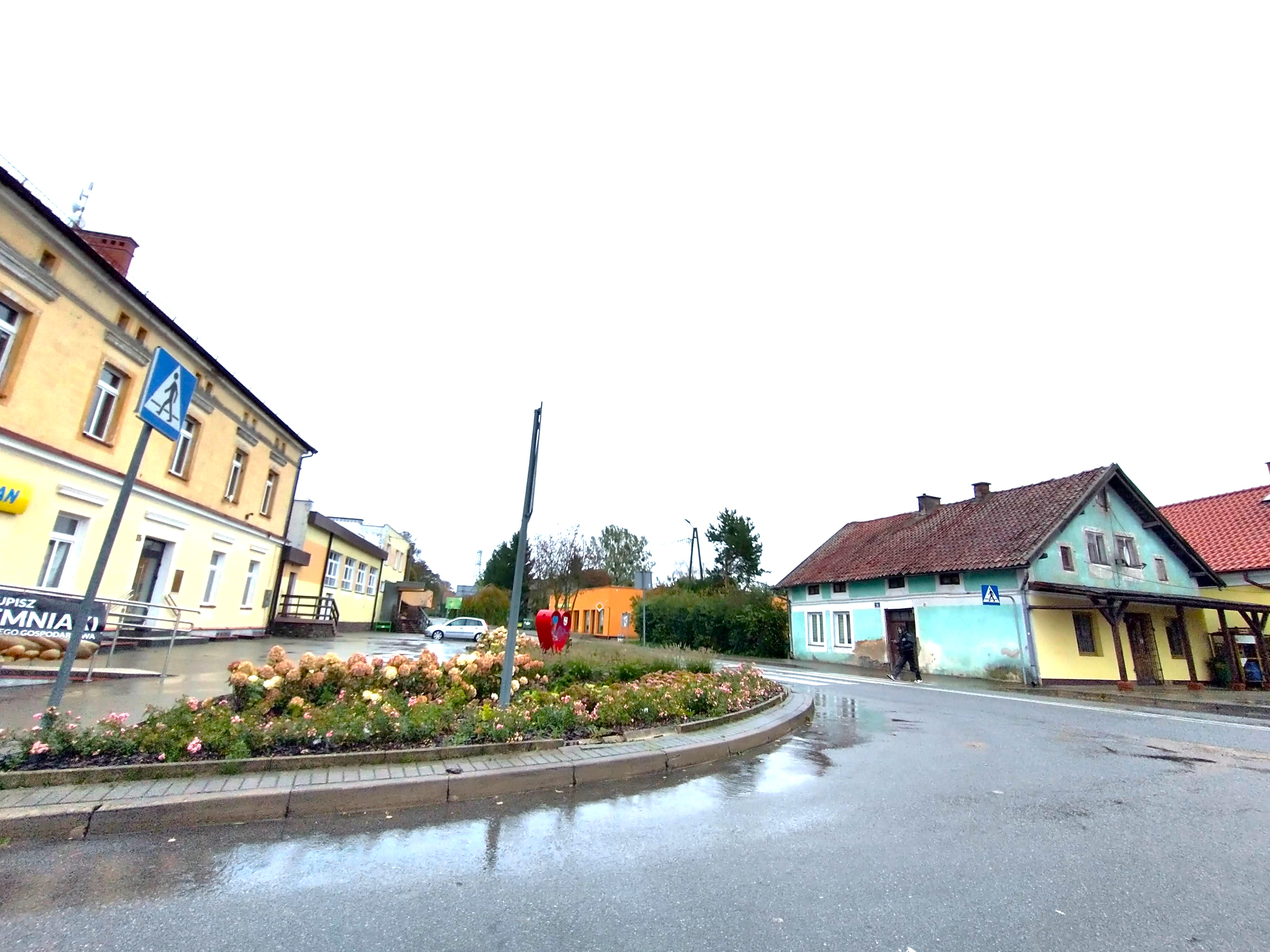
Główne skrzyżowanie we wsi
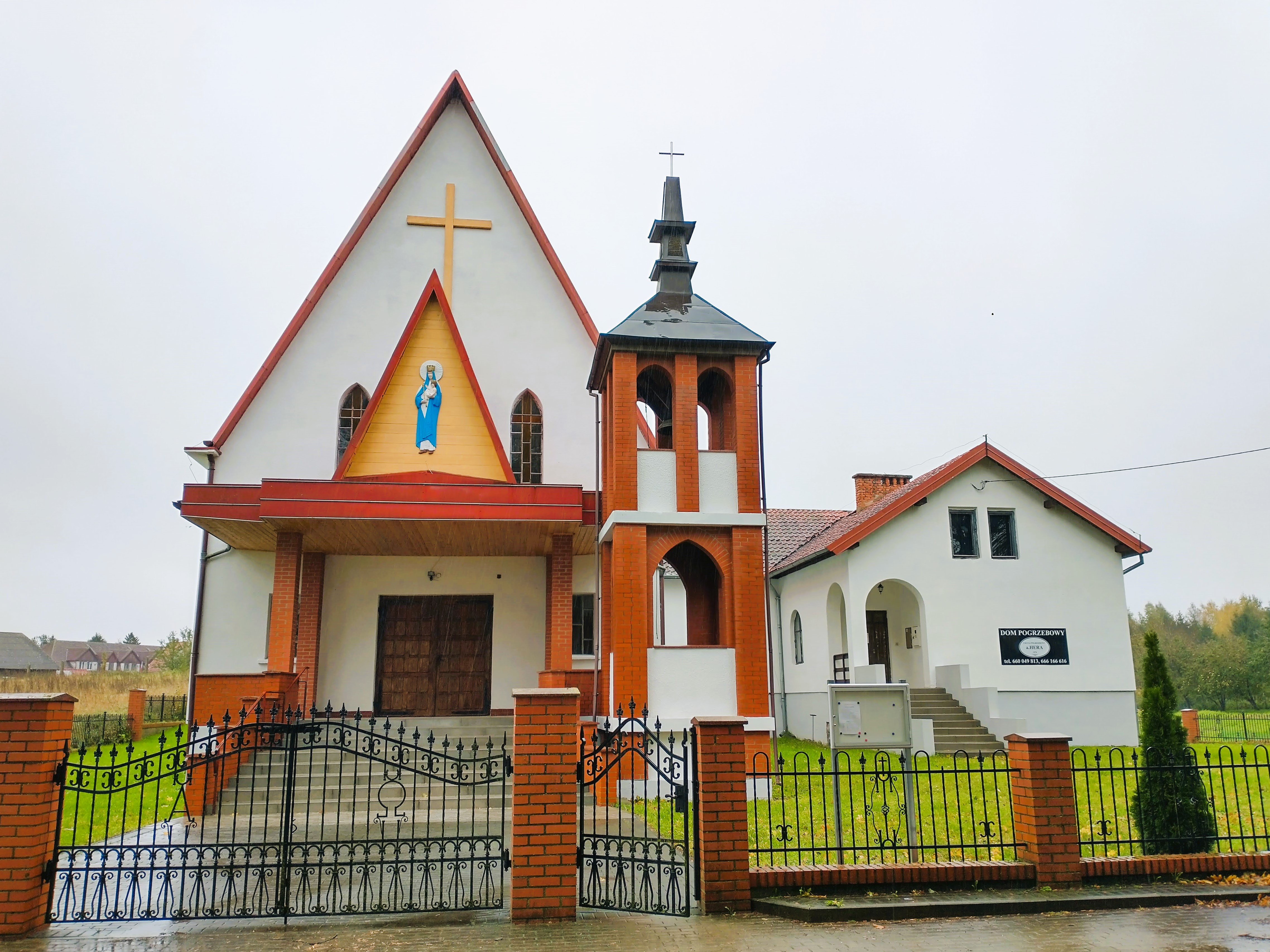
Kościół katolicki Najświętszej Maryi Panny Królowej Polski